# Сиреневый сад
Сире́невый сад — парк, расположенный в Восточном административном округе города Москвы между Сиреневым бульваром и Щелковским шоссе. Сиреневый сад является объектом культурного наследия регионального значения — памятником садово-паркового искусства/ Площадь парка «Сиреневый сад» — 7 га. Режим работы: 6:00—23:00. 

## История
Сиреневый сад создан в 1954 году на базе «Опытно-показательного селекционного питомника» по инициативе известного селекционера Леонида Колесникова. 

Первоначально на территории сада было высажено 32 сорта сирени. Некоторым экземплярам по 60-70 лет, есть сорта, существующие в единственном или всего в нескольких экземплярах. Например, «Джамбул» — первая в мире сирень с белоокаймленными лепестками, размер цветков достигает двух сантиметров.
Создатель парка Леонид Колесников вывел около 300 сортов сирени, из которых до наших дней сохранилось около 50. Многие из них стали популярными не только в СССР, но и в мире. 

По представлению группы ученых в 1952 году Леонид Колесников за выведение большого числа новых сортов сирени получил Сталинскую премию. Международное общество сиреневодов в 1974 году посмертно наградило Колесникова за заслуги в селекции и разведении сирени медалью «Золотая ветка сирени». Сорта сирени селекции Колесникова введены в международный реестр.
Сад обладает самым представительным собранием сирени среди общественных садов и парков Москвы. Здесь можно увидеть уникальные сорта: «Капитан Гастелло», «Зоя Космодемьянская», «Гортензия», «Бюффон», «Мечта», «Память о Колесникове» и многие другие.
Один из самых красивых и ароматных сортов сирени, выведенных Колесниковым, — «Красавица Москвы» с крупными розовато-лиловыми бутонами и бело-розовыми махровыми цветами.

## Реконструкция
Летом 2014 года в саду велись работы по реконструкции, в результате которых был построен новый свето-музыкальный фонтан, обновлена дорожно-тропиночная сеть, появились стильные и комфортабельные лавочки и другие важные объекты инфраструктуры парка, как освещение, пункты охраны и туалет. Но главное — это восстановление уникальной коллекции сирени. На сегодняшний день высажено 126 новых саженцев.
В 2015 году в Сиреневом саду появился павильон сиреневодов, детская площадка, клумбы с многолетними растениями, экспериментальный огород и две площадки для воркаута.

## Транспорт
Сиреневый сад расположен между Щелковским шоссе и Сиреневым бульваром. Ближайшие станции метро и МЦК —  Щёлковская,  Черкизовская,  Локомотив.
От станции  Щёлковская до остановки «Сиреневый сад» можно добраться на автобусных маршрутах т32, т41, т83, 52, 449, 716.
От станций  Черкизовская,  Локомотив до остановки «Сиреневый сад» можно добраться на автобусных маршрутах т32, т41, т83, 34, 34к, 52, 171, 449, 716, 974.

## СМИ о парке
- «Цветущий парк»: все цвета лета в Сиреневом саду
- Сиреневод Измайловского парка — о вреде бабушек и пользе газонов
- В Москве возрождают Сиреневый сад — Сергей Собянин
- Собянин: Сиреневый сад в московском Измайлове будет возрожден